# مامبلاس
بلدية مامبلاس (بالإسبانية: Mamblas) هي بلدية تقع في مقاطعة آبلة التابعة لمنطقة قشتالة وليون وسط إسبانيا.

## الديموغرافيا
بلغ عدد سكان بلدية مامبلاس 228 نسمة عام 2011 (وفقاً للمعهد الوطني للإحصاء الإسباني).
| 289 | 285 | 273 | 262 | 245 | 230 | 228 |